# Wehrkirche Möckenlohe

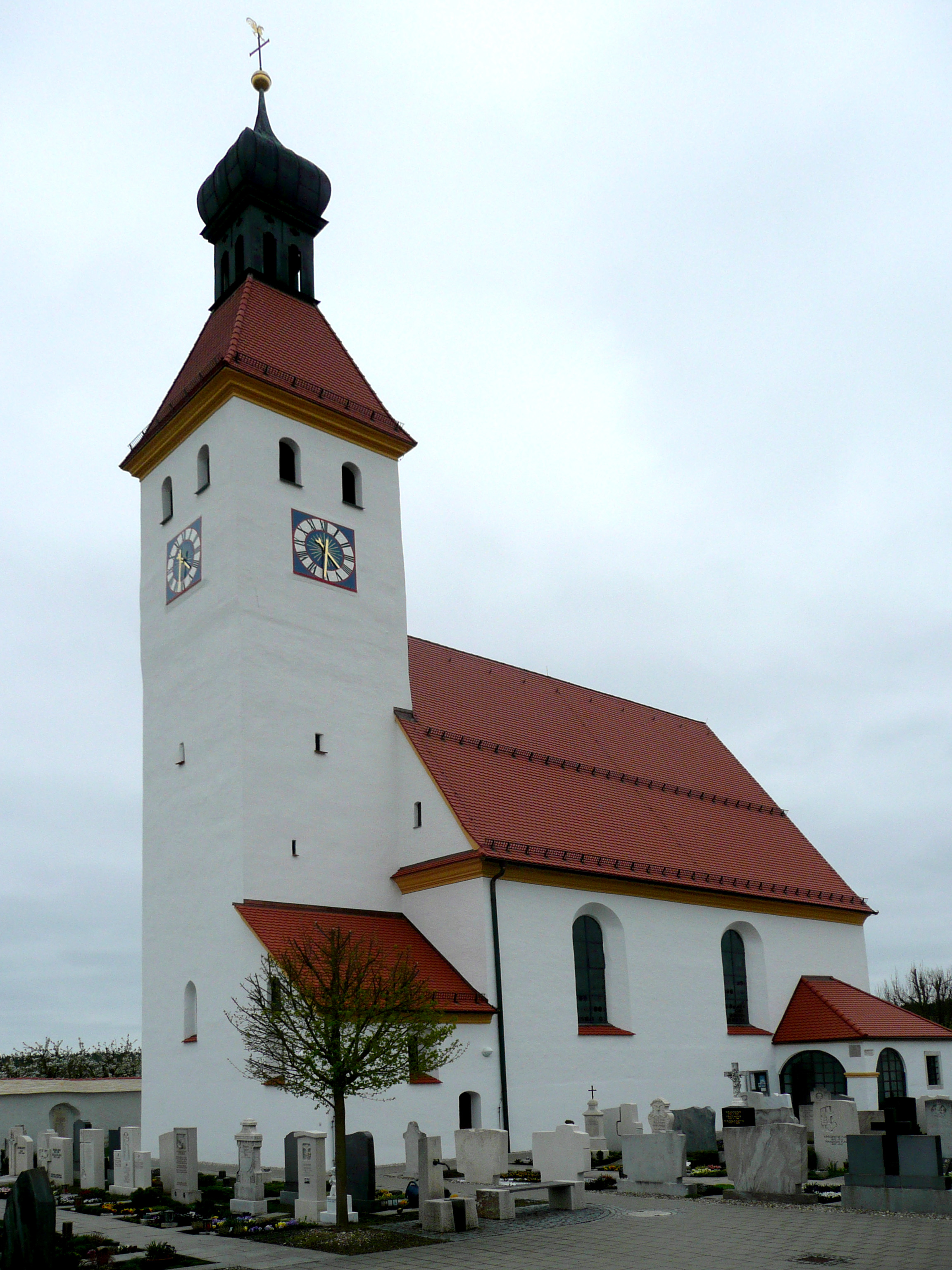
Pfarrkirche von Möckenlohe

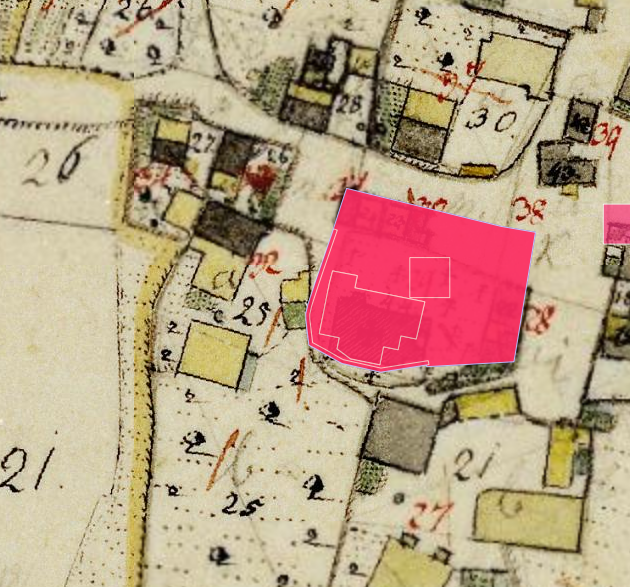
Lageplan von Wehrkirche Möckenlohe auf dem Urkataster von Bayern

Die Wehrkirche Möckenlohe ist eine teilweise erhaltene Wehrkirche, Wallfahrtskirche und katholische Pfarrkirche Mariä Himmelfahrt in Möckenlohe, einem Gemeindeteil von Adelschlag im Landkreis Eichstätt im Naturpark Altmühltal (Bayern). Die Anlage ist unter der Aktennummer D-1-76-111-4 als Baudenkmal verzeichnet. „Mittelalterliche und frühneuzeitliche Befunde im Bereich der Kath. Pfarrkirche Mariä Himmelfahrt“ werden zudem als Bodendenkmal unter der Aktennummer D-1-7133-0322 geführt.

## Geschichte
Vermutlich gehörte Möckenlohe zur Grundausstattung des im 8. Jahrhundert entstandenen Bistums Eichstätt. Ein erster Nachweis stammt von 908.:207 1179 bestätigte Papst Alexander III. Besitz und Rechte des Eichstätter Domkapitels in Möckenlohe. Nach örtlicher Überlieferung wurde gegen Ende des 13. Jahrhunderts eine Chorturmkirche über einem römischen Tempel errichtet; 1283 hatte das Domkapitel das Kirchenpatronat an den Bischof Reimboto gegen dasjenige von Unterstall getauscht. 1308 erfolgte eine Kirchenweihe.
Der Burgenforscher Helmut Rischert vermutet hier eine ehemalige Kirchenburg.:281 f. Im Ursprung auf einer aufgeschütteten Plattform erbaut, zeigt sie noch die Reste einer mittelalterlichen Friedhofsmauer (Friedhofsbefestigung) und weist mit den rechteckigen Schießscharten im Turm auf eine Fliehburg hin. Teile der 4 Meter hohen Umfassungsmauern mit ihren Schießöffnungen sind 1968 bei einer Erweiterung des Friedhofs entfernt worden.:282, 195 Das Langhaus wurde 1620 unter Beibehaltung älterer Bauteile neu errichtet, 1624 konsekriert und in der Barockzeit 1735 (Datierung auf dem Deckengemälde) verändert. Zur gleichen Zeit wird wohl die Vorhalle im Nordwesten der Kirche entstanden sein. Letzte Renovierungen erfolgten 1996 bis 2000 (innen) und 2012 (außen; neues Dach).

## Baubeschreibung
Die Chorturmkirche steht in West-Ost-Ausrichtung, das bedeutet, dass das Erdgeschoss des Turmes im Osten den Chor bildet. Dort findet man ein barockes Kreuzgewölbe vor, während das Langhaus flachgedeckt ist. Die Vorhalle weist ein spätgotisches Portal und zwei Steinbildfragmente an der Südostecke auf. Reste der wehrhaften Kirchhofmauer sind noch an der Südwest- und Südseite vorhanden.:295 Der Turm, in seinen Untergeschossen aus dem späten 13. Jahrhundert stammend, wurde 1798 erhöht; über dem abgestumpften Ziegelhelm erhebt sich eine Laterne mit Kuppel.:208 f.

## Ausstattung

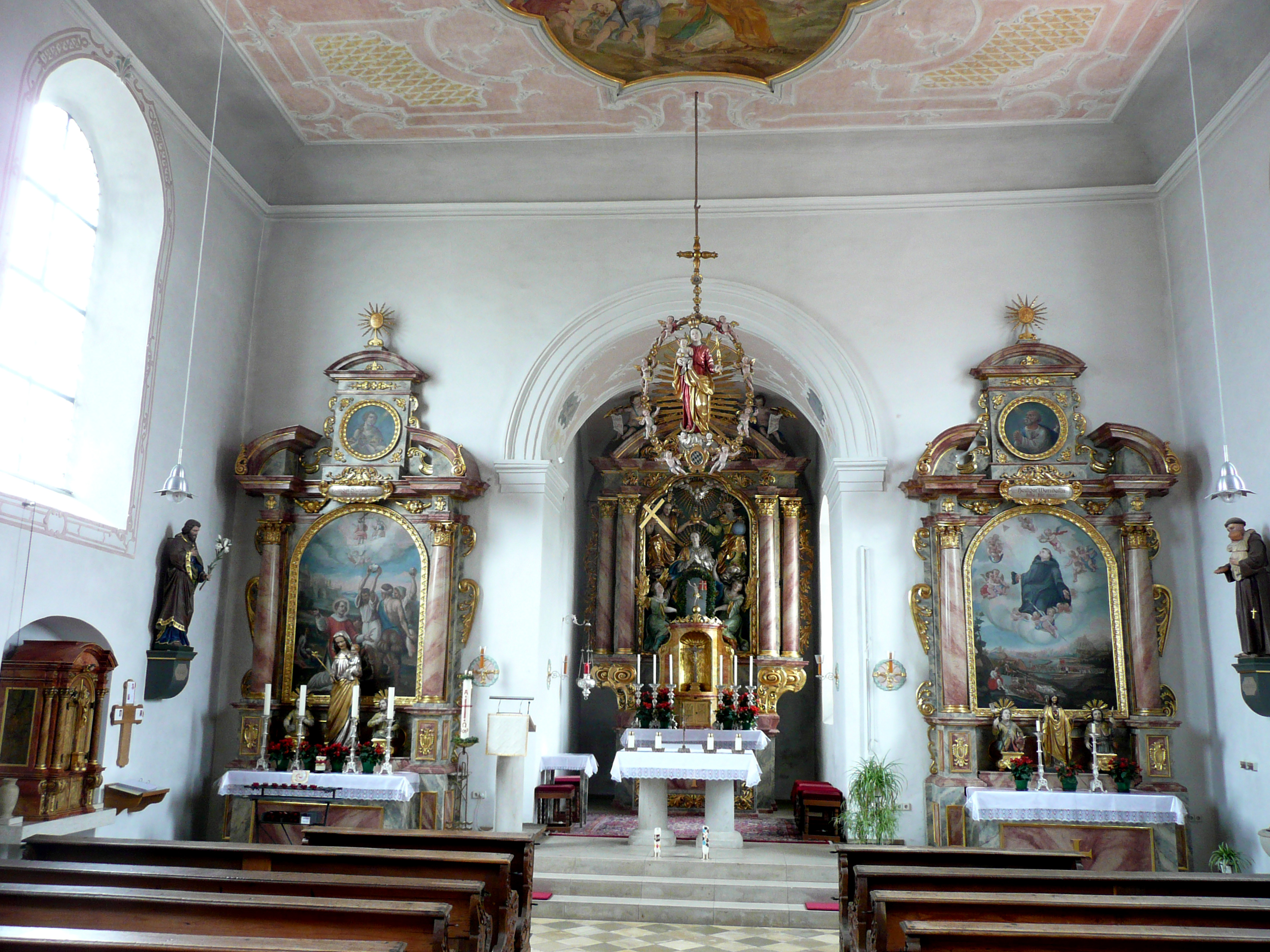
Innenraum mit Altar

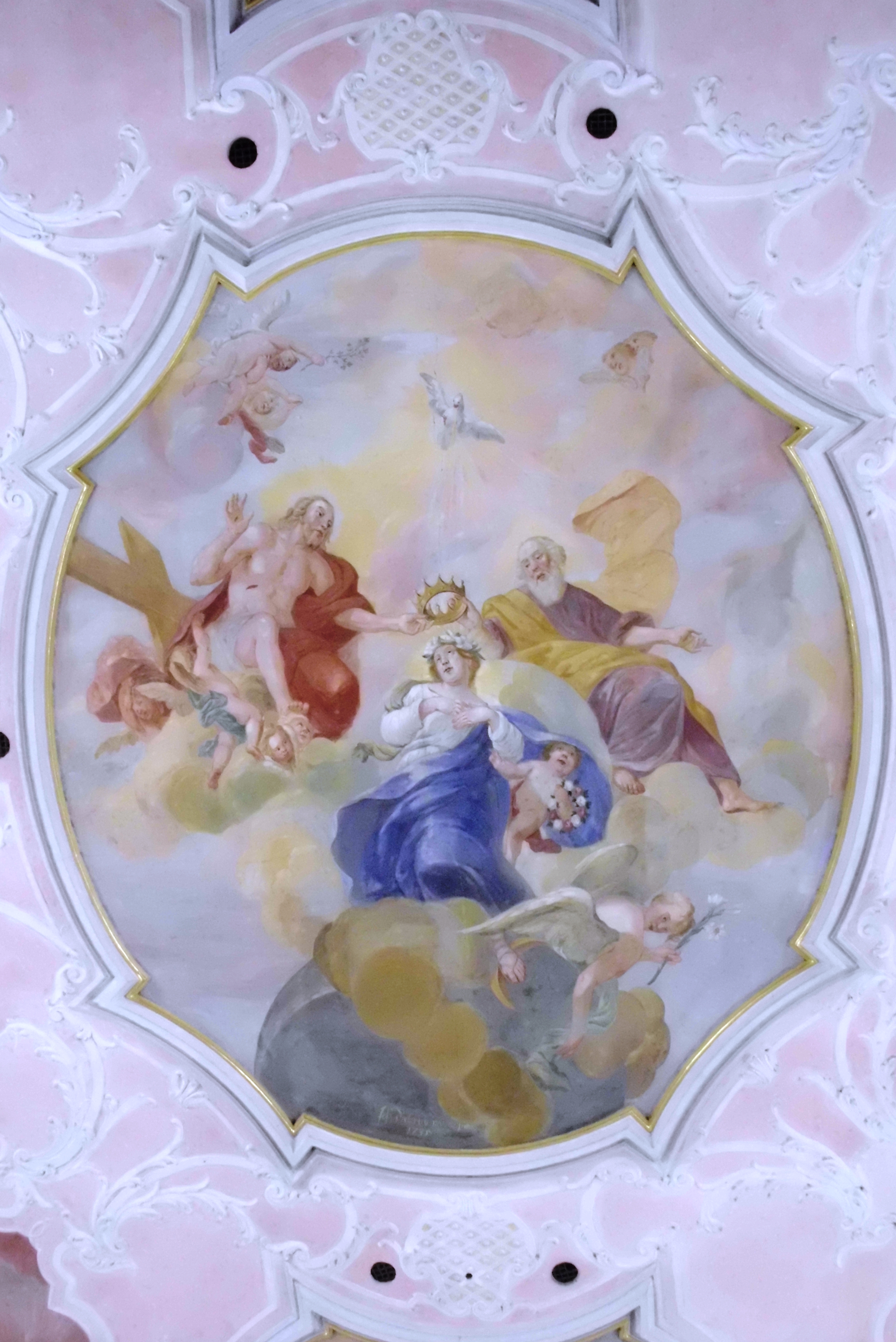
Deckengemälde von 1735 von Joseph Dietrich

Die Kirche wurde von Franz Xaver Horneis stuckiert („eine gefällige Frührokoarbeit“):210 und von Joseph Dietrich 1735 mit Deckenbildern versehen; das Hauptdeckenbild zeigt die Krönung Mariens im Himmel durch die Trinität. Der viersäulige Hochaltar und die Kanzel (an der südlichen Langhauswand) entstanden um 1700, die zweisäuligen Seitenaltäre um 1650. Die drei Altäre wurden 1735 neu gefasst. Am Hochaltar ist als Figurengruppe die Krönung der in den Himmel aufgefahrenen Maria durch die Trinität dargestellt, begleitet von zwei Engeln, eine „tüchtige Holzgruppe“.:210 Auf dem Auszuggebälk sitzen zwei Posaunenengel. Der ursprüngliche Tabernakel steht heute an der nördlichen Langhauswand neben dem Seitenaltar. Der südliche Seitenaltar zeigt ein „volkstümliches“ St. Wendelinbild mit einer Wallfahrtsprozession; davor stehen Büsten des hl. Wendelin und des hl. Jakobus sowie eine Herz-Jesu-Statue. Auf dem nördlichen Seitenaltar stehen eine gotische Marienfigur als Wallfahrts-Gnadenbild (frühes 14. Jahrhundert; mit späterem Jesuskind; neu gefasst), eine Büste des hl. Stephanus und eine Büste des hl. Isidor; das Altarblatt zeigt die Steinigung des hl. Stephanus. Der Kirchenraum weist weitere Statuen auf, so eine Johannes-Nepomuk-Figur von 1735. Vor dem Chorbogen hängt eine Rosenkranzmadonna aus dem Mitte des 17. Jahrhunderts. Die Stuck-Emporenbrüstung ist mit Gemälden Joseph Dietrichs vom Abendmahl Jesu, vom Guten Hirten und von Christus mit Maria Magdalena versehen. Die mit Muschelwerk geschnitzten eichenen Stuhlwangen des Kirchengestühls wurden um 1750 gefertigt und sind erst nach der Säkularisation hier eingebaut worden. 1963 kam eine neue Orgel des Eichstätter Orgelbauers Bittner in die Kirche, die 2010 saniert wurde. In der Vorhalle steht hinter der ursprünglichen Kommunionbank (um 1770) ein wuchtiger, frühgotischer Taufstein.:211 In der Vorhalle sind, wie auch in der Kirche, einige Gedenktafeln insbesondere an frühere Pfarrer angebracht.
An der Fassade des südöstlich gegenüberstehenden Pfarrhauses ist das in Kalkstein ausgeführte Wappen des Bischofs Johann Christoph von Westerstetten mit der Jahreszahl 1615 zu sehen, unter dem das Langhaus neu erbaut worden war.:211